# Venus
Venus ([ˈviːnəs], с англ. — «Венера») — песня группы Shocking Blue из альбома At Home (1969). В странах бывшего СССР песня известна также как «Шизгара» (по звучанию первых слов из припева — англ. She’s got it).

## История
«Venus» является самой известной песней группы.
7 февраля 1970 года она заняла первое место в чарте Billboard Hot 100.
В этом же году песня достигла первых мест в американском и пяти европейских чартах (Бельгия, Германия, Италия, Испания, Франция).
Как писал американский музыкальный журнал Cash Box в марте 1970 года: «Богиня любви Венера имела выдающуюся красоту, но пожалуй никогда не была так популярна, как в последние месяцы, благодаря миллионному бестселлеру Shocking Blue».
Многие гитарные риффы, аккорды, ритм и другие элементы аранжировки были позаимствованы из обработки песни Стивена Фостера «Oh! Susanna», выпущенной трио The Big 3 под названием «Banjo Song» в 1963 году, за шесть лет до записи песни группой Shocking Blue. По признанию Ван Леувена, «Venus» была написана под влиянием этой записи.
Впоследствии песня неоднократно звучала в различных фильмах, телепрограммах и рекламе.

## Позиции в хит-парадах
| Позиции | Страна     |
| ------- | ---------- |
| 1       | Бельгия    |
| 1       | Швейцария  |
| 2       | Австрия    |
| 2       | Германия   |
| 2       | Нидерланды |
| 2       | Норвегия   |

| Хит-парад (1970)                | Позиция |
| ------------------------------- | ------- |
| США (Billboard Hot 100 Singles) | 33      |

## Кавер-версии
Были выпущены множество кавер-версий песни. Её исполняли также Ольга Сабова (ЧССР), Bananarama, Stars on 45, Дженнифер Лопес, Exilia, Zucchero, Seduced, эстонские группы Мюзик Сейф и Ultima Thule, российские группы «Здравствуй, песня», «Доктор Ватсон», «Монгол Шуудан», «Мечтать», «Ранетки», «Весёлые картинки» и другие исполнители.